# Артистичне плавання на Чемпіонаті Європи з водних видів спорту 2022 — дует, довільна програма
Змагання з артистичного плавання у довільній програмі дуетів на Чемпіонаті Європи з водних видів спорту 2022 відбулись 12 та 13 серпня.

## Результати[3][4]
| Місце | Країна          | Спортсмени                                     | Попередні змагання | Попередні змагання | Фінал            | Фінал            |
| Місце | Країна          | Спортсмени                                     | Оцінка             | Місце              | Оцінка           | Місце            |
| ----- | --------------- | ---------------------------------------------- | ------------------ | ------------------ | ---------------- | ---------------- |
| 1     | Україна         | Марина Алексіїва Владислава Алексіїва          | 94.3667            | 1                  | 94.7333          | 1                |
| 2     | Австрія         | Анна-Марія Александрі Ейріні-Марина Александрі | 92.6000            | 2                  | 93.0000          | 2                |
| 3     | Італія          | Лінда Черруті Констанца Ферро                  | 90.6667            | 3                  | 91.7000          | 3                |
| 4     | Греція          | Софія Малкогеоргу ЕЄвангелія Платаніоті        | 90.0000            | 4                  | 90.2667          | 4                |
| 5     | Нідерланди      | Брег'є де Брауер Марлос Стінбек                | 86.1000            | 5                  | 87.1667          | 5                |
| 6     | Ізраїль         | Шеллі Бобріцкі Аріель Нассі                    | 85.0667            | 6                  | 86.0333          | 6                |
| 7     | Велика Британія | Кейт Шортман Ізабелл Торп                      | 83.9667            | 7                  | 84.9667          | 7                |
| 8     | Німеччина       | Марлен Боєр Мішелль Ціммер                     | 83.7333            | 8                  | 83.6337          | 8                |
| 9     | Португалія      | Марія да Сілва Жорже Чейла Вієра               | 80.9667            | 9                  | 81.2000          | 9                |
| 10    | Сан-Марино      | Ясмін Вербена Ясмін Зонціні                    | 80.6333            | 10                 | 81.100           | 10               |
| 11    | Ліхтенштейн     | Ноемі Бюшель Надіна Клаузер                    | 78.5333            | 11                 | 79.4000          | 11               |
| 12    | Чехія           | Кароліна Клускова Анета Мразкова               | 77.5333            | 12                 | 77.5333          | 12               |
| 13    | Сербія          | Софія Джіпкович Єлена Контич                   | 75.6000            | 13                 | Завершили виступ | Завершили виступ |
| 14    | Хорватія        | Антонія Гульєв Клара Шілободеч                 | 75.6000            | 14                 | Завершили виступ | Завершили виступ |
| 15    | Болгарія        | Ніа Атанасова Далія Пенкова                    | 74.6667            | 15                 | Завершили виступ | Завершили виступ |
| 16    | Швеція          | Анне Гегдаль Клара Тернсрем                    | 78.5333            | 16                 | Завершили виступ | Завершили виступ |
| 17    | Данія           | Каролін Крістенсен Міа Гейде                   | 71.1000            | 17                 | Завершили виступ | Завершили виступ |
| 18    | Туреччина       | Селін Телчі Есе Унгог                          | 70.9333            | 18                 | Завершили виступ | Завершили виступ |